# Bakersville
Bakersville is een plaats (town) in de Amerikaanse staat North Carolina, en valt bestuurlijk gezien onder Mitchell County.

## Demografie
Bij de volkstelling in 2000 werd het aantal inwoners vastgesteld op 357.
In 2006 is het aantal inwoners door het United States Census Bureau geschat op 349, een daling van 8 (-2,2%).

## Geografie
Volgens het United States Census Bureau beslaat de plaats een oppervlakte van
1,9 km², geheel bestaande uit land. Bakersville ligt op ongeveer 856 m boven zeeniveau.

## Plaatsen in de nabije omgeving
De onderstaande figuur toont nabijgelegen plaatsen in een straal van 24 km rond Bakersville.